# Барыков, Фёдор Лаврентьевич
Фёдор Лаврентьевич Барыков (2 (14) августа 1830—10 (22) февраля 1892) — тайный советник, сенатор.

## Биография
Происходил из дворянского рода Барыковых Тульской губернии. Окончил в 1846 году 3-ю Московскую гимназию, а в 1852 году, со степенью кандидата — юридический факультет Московского университета. Поступил на службу старшим учителем законоведения в родную 3-ю Московскую гимназию, где преподавал пять лет. В ноябре 1857 года был назначен чиновником особых поручении при статистическом комитете министерства внутренних дел.
В 1861 году принимал участие, под руководством Я. А. Соловьёва, в деятельности редакционной комиссии по освобождению крестьян и был награждён серебряной медалью на александровской ленте. В 1870-х годах заведовал земским отделом министерства внутренних дел. В 1882 году, 9 июня, состоя уже в чине тайного советника, Барыков был назначен присутствовать в отделении I департамента Правительствующего сената по крестьянскому делу; в 1884 году был перемещён во второй департамент сената.
Принимал активное участие в деятельности Императорского вольного экономического общества; занимал в нём разные выборные должности: в 1882—1887 гг. был председателем в 3-м отделении и до самой смерти был членом совета общества.